# Hôtel Salé
El Hôtel Salé es un palacio de la ciudad de París que alberga el Museo Picasso desde 1985. Está ubicado en el distrito de Marais en el distrito 3 en la Rue de Thorigny y fue construido entre 1656 y 1659 y está protegido como monumento histórico desde 1968.

## Historia
Fue construido entre 1656 y 1659 por el arquitecto Jean Boullier para el conde Pierre Aubert de Fontenay y su esposa Marie Chastelain, quienes adquirieron un terreno del monasterio Hospitalières-Saint-Gervais. El nombre Salé significa salado y se deriva del hecho de que Pierre Aubert de Fontenay era el recaudador real del impuesto sobre la sal. Entre 1668| y 1688 el embajador de la República de Venecia, François de Neufville, usó el palacio, quien mandó decorar los interiores. En 1728 fue adquirido en subasta por Nicolas Le Camus, el primer presidente de la corte financiera real Cour des aides, y en 1756 fue comprado por Philibert Thiroux de Chammeville. Después de su muerte en 1771, fue heredada por Jacques Gabriel Louis Leclerc, marqués de Juigé, que era embajador de la emperatriz Catalina II. Catalina la Grande, y que no vivió aquí, pero alquiló la casa al Marqués de Luzerne, el exministro de Marina. Durante la Gran Revolución Francesa, tanto el propietario como el arrendatario emigraron, y el palacio se convirtió en un almacén de libros de los monasterios abolidos del Marais. Posteriormente, fue vendido a varias personas y en 1798 fue comprado por Roussille Morainville. Luego sirvió como sede de varias instituciones, desde 1829 hasta 1884 albergó la Escuela de Artes y Manufacturas (École centrale des Arts et Manufactures). Fue el espacio expositivo del artista Henri Vian, abuelo de Boris Vian, y en 1916 murió Marie-Lucie Roussille, la última propietaria de todos los bienes familiares, y lo lego a su sobrino Gabriel Lamouroux. Después de que Vian se fuera a la Gironda, lo arrendó a la ciudad de París para la Escuela de Artesanía (École des Métiers d'Arts). Gabriel Lamouroux murió en 1962, y en 1964 fue adquirido por la ciudad de París, que quería establecer allí un museo del traje. Este proyecto finalmente fracasó y no mucho después de la muerte del pintor Picasso, la ciudad lo cedió al estado francés, que inauguró aquí el Museo Picasso en 1985.

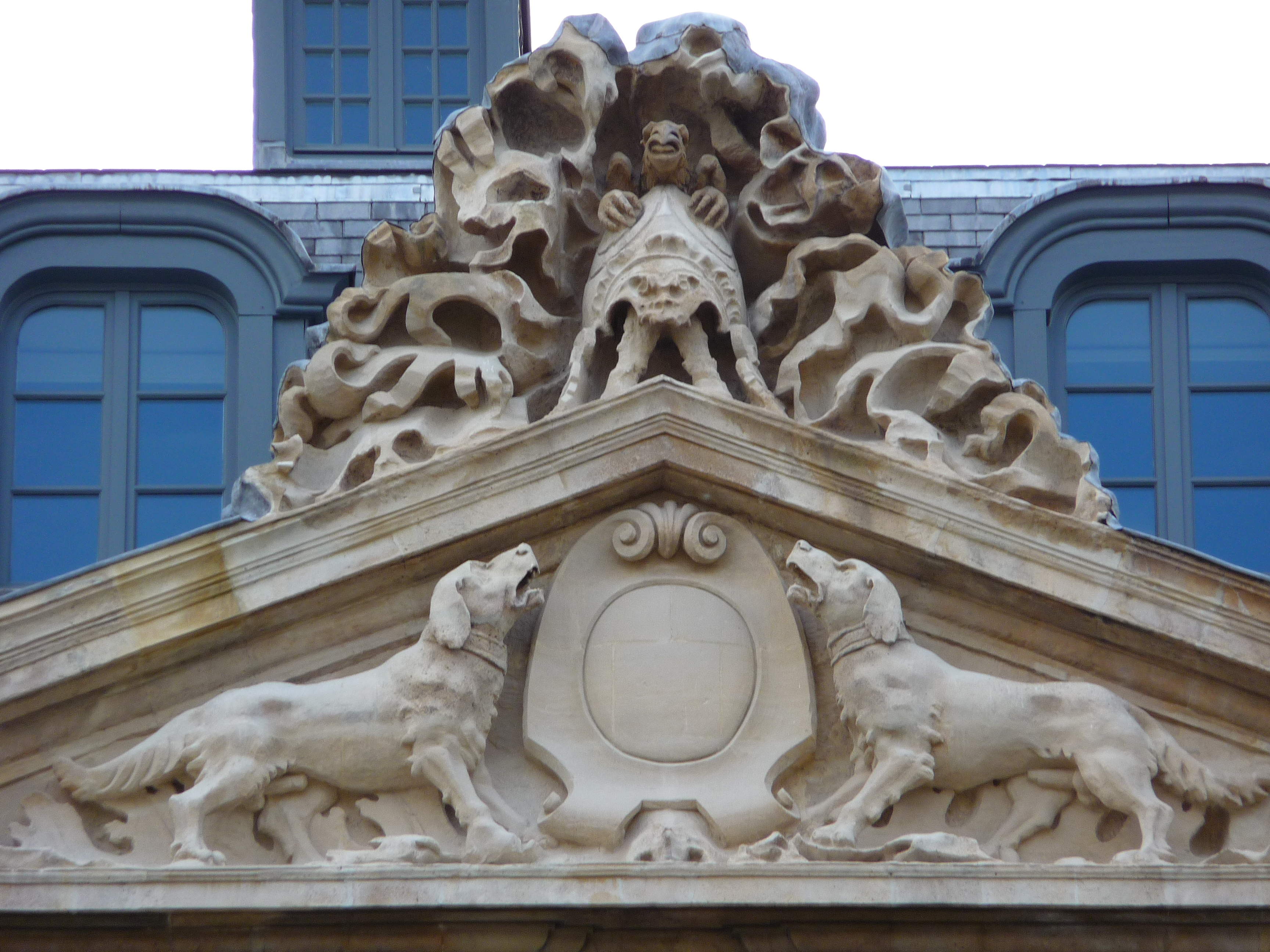
Detalle del frontón del lado del jardín

## Arquitectura
El pórtico da acceso al patio, que está delimitado a la derecha por un ala inferior rematada por una cubierta plana con balaustrada de piedra. El lado izquierdo del patio está delimitado por un muro en forma de ala falsa. Un pasaje a través del ala derecha da acceso a un pequeño patio donde solían estar los establos y las cocinas, y desde el cual hay una entrada directa a la Rue des Coutures-Saint-Gervais. La fachada principal del patio está decorada con dos frontones. El más grande, en el que está el escudo de armas de la familia Aubert (una cabeza de perro), está bajo el techo, el otro triangular sostenido por pilastras sobre la ventana del medio en el primer piso. Otro frontón se sitúa en la fachada que da al jardín. De este lado emergen los rizalites a los lados.

### Referencia
1. ↑  «Ancien hôtel Aubert de Fontenay ou Salé, actuellement musée national Picasso». www.pop.culture.gouv.fr. Consultado el 1 de octubre de 2022.